# 直齿荆芥
直齿荆芥（学名：Nepeta pannonica）为唇形科荆芥属下的一个种。

## 扩展阅读
- 維基物種上的相關：直齿荆芥